# Laysanalbatross
Laysanalbatross (Phoebastria immutabilis) är en fågel i familjen albatrosser inom ordningen stormfåglar som förekommer i norra Stilla havet. Fågeln är en av få djurarter som konstaterats bilda par av samma kön. Vidare är laysanalbatrossen Wisdom, född 1951 den äldsta konstaterade vilda fågeln.

## Utseende
Laysanalbatrossen är en liten (81 cm) albatross, i dräkten ytligt lik en gigantisk mås med gråsvart ovansida och vitt på huvud, övergump och undersida. På huvudet syns en svart suddig fläck kring ögat och en skäraktig näbb med mörkare spets. Den svartvita teckningen på vingens undersida varierar individuellt. Ungfåglar är mycket lika adulta men har gråare näbb och mörk övergump.

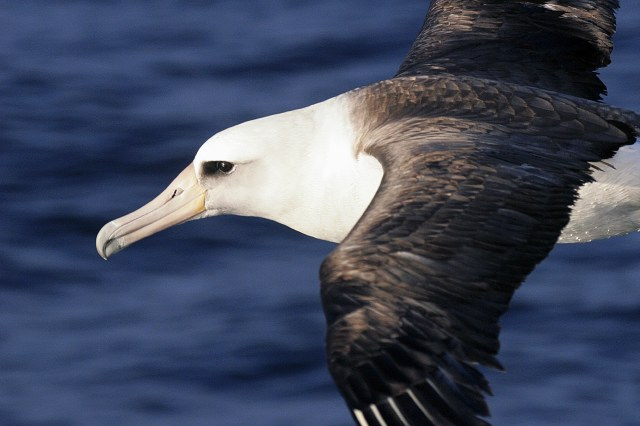

## Utbredning
Laysanalbatrossen har ett stort utbredningsområde i norra Stilla havet med 16 kända häckningsplatser, varav nio rymmer fler än 100 par. Den absoluta merparten av populationen häckar i nordvästra Hawaiiöarna, speciellt i Midwayöarna samt på Laysan och French Frigate Shoals. Mindre populationer finns även på de större öarna Oahu och Kauai i Hawaiiöarna. Den har också etablerat kolonier på öar utanför Mexiko som Clarión, Guadalupeön och Revillagigedoöarna, samt även i Boninöarna nära Japan. Tidigare häckade den även på Wakeön, Johnstonatollen och Minami-Torishima. Utanför häckningstiden uppträder den pelagiskt från Japan till Berings hav och söderut så långt som 15°N. Tillfälligt har den påträffats i Nya Zeeland samt på Norfolkön.

## Levnadssätt
Laysanalbatrossen lever huvudsakligen av bläckfisk, men även olika sorters fisk, kräftdjur och andra ryggradslösa djur. Den häckar varje år men en andel hoppar liksom andra albatrossarter över häckningen vissa år.  Boet varierar från en enkel uppskrapad grop i sanden till mer utförliga bon där vegetationen tillåter det.

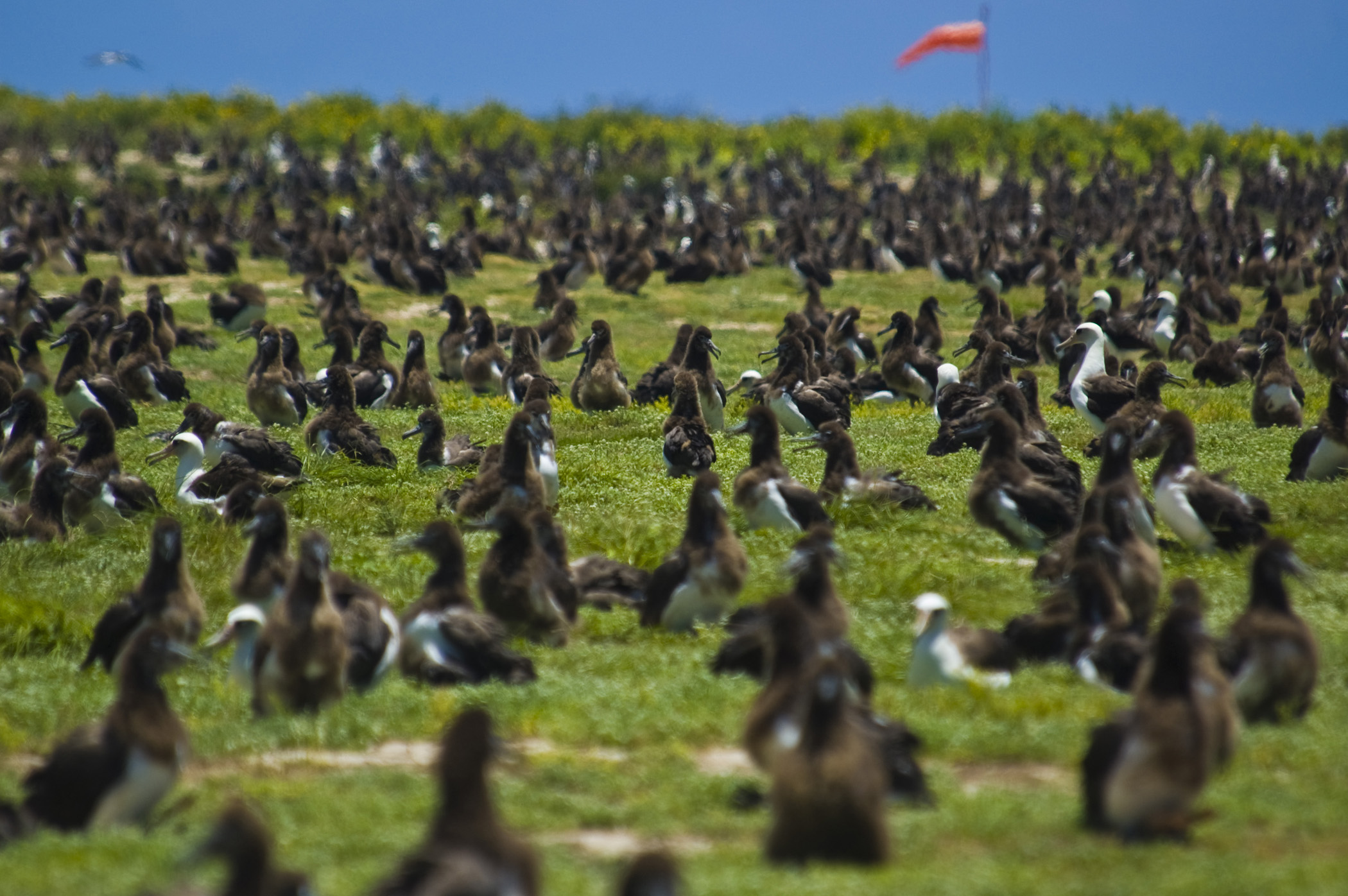
Den mycket stora häckningskolonin på Midwayatollen.

Arten är en av få exempel i djurriket där samma kön kan bilda par och föda ungar. Studier visar att bland kolonierna på Oahu och Kauai i Hawaiiöarna består 31 procent av paren enbart av honor. De lägger i genomsnitt något färre ägg än par med olika kön. Ungarna är släkt med åtminstone en av honorna. Orsaken tros vara en något förskjuten könsfördelning i kolonierna (57 procent honor).

## "Wisdom" – världens äldsta fågel
En vild hona laysanalbatross döpt till "Wisdom" är världens bekräftade äldsta fågel, tillika den äldsta ringmärkta fågeln. Den kläcktes cirka år 1951 och ringmärktes fem år senare vid Midwayöarna med ringnummer - #Z333 av Chandler Robbins, en forskare vid United States Geological Survey. Under sin livstid har "Wisdom" konstaterats flyga en sammanlagd sträcka motsvarande 120 gånger runt jorden. Fågeln lägger fortfarande ägg, senast i december 2020.

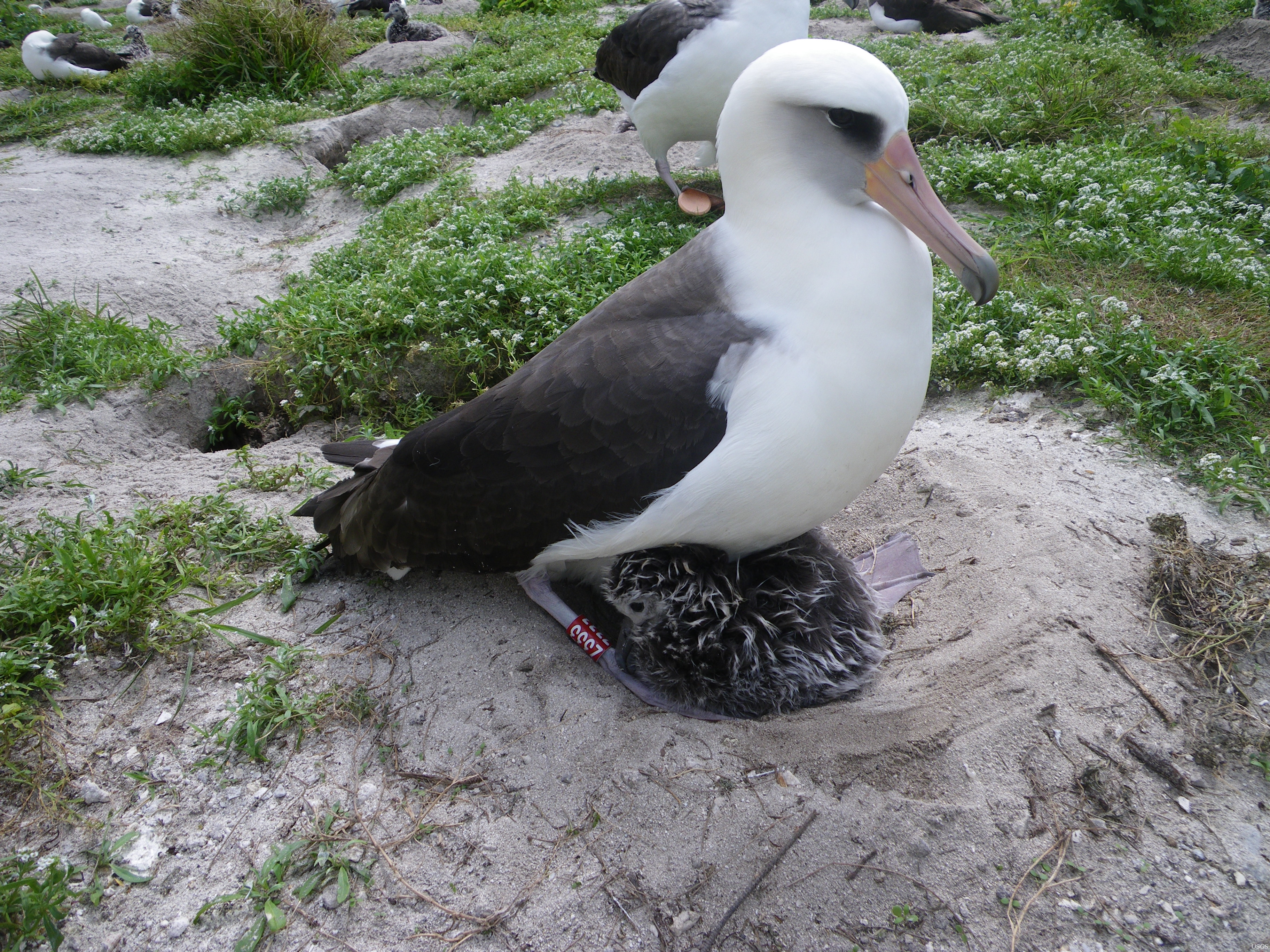
Laysanalbatrossen "Wisdom" är en 68-årig hona. Här syns hon med sin unge i mars 2011. Senaste uppgifterna om Wisdom är att hon i december 2018 observerats på Midwayatollen, ruvande ett ägg.

Dess levnadsöde har genom åren skildrats i medier både i USA och i andra länder, bland annat i The Guardian, National Geographic, Discovery News, och i programmet 60 Minutes i den amerikanska kabelkanalen CBS.

## Status och hot
Siffror från slutet av 1990-talet och början av 2000-talet visade att laysanalbatrossen minskade kraftigt i antal, men senare data motsäger detta. Dock är det svårt att bedöma artens långsiktiga populationsutveckling och ett antal hot mot fågeln har dokumenterats, varför internationella naturvårdsunionen IUCN ändå kategoriserar den som nära hotad. Världspopulationen uppskattades 2009 till cirka 800 000 häckande par, varav 90 procent häckar på Midway, Laysan och French Frigate Shoals.
De största hoten mot laysanalbatrossen idag är legalt fiske med långrev och illegalt med drivnät. Även blyförgiftning på Midway (från färg på byggnader) och predation från invasiva arter utgör ett hot, framför allt från hund i Hawaiiöarna och katt på Isla Guadalupe. På den mexikanska ön Clarión misslyckades de 46 paren där helt med häckningen på grund av predation från bland annat korp och endemiska ormarten Masticophis anthonyi.